# Alias The Doctor
Alias the Doctor és una pel·lícula estatunidenca dirigida per Lloyd Bacon i Michael Curtiz el 1932. La música és de Sam Perry i Bernhard Kaun.

## Argument
Karl Brenner, treballador empedreït, i Stephan Brenner, el seu germanastre mandrós, van a Múnic per seguir estudis de medicina. Karl treballa amb passió mentre que Stephan es revela una vegada més un mal alumne. Per culpa seva, té lloc un drama. En efecte, de resultes d'una operació il·legal practicada per Stefan, Karl es deixa acusar i empresonar al seu lloc. Alguns anys més tard, Stefan mor, alcohòlic, mentre que Karl es fa una reputació amb el seu nom.

## Repartiment
- Richard Barthelmess: Karl Brenner
- Marian Marsh: Lotti Brenner
- Norman Foster: Stephan Brenner
- Adrienne Dore: Anna
- Lucille La Verne: Martha Brenner
- Oscar Apfel: Keller
- John St. Polis: el doctor Niergardt
- George Rosener: el doctor von Bergman
- Harry Beresford (no surt als crèdits): el doctor Schwarz